# زهکش فرانسوی

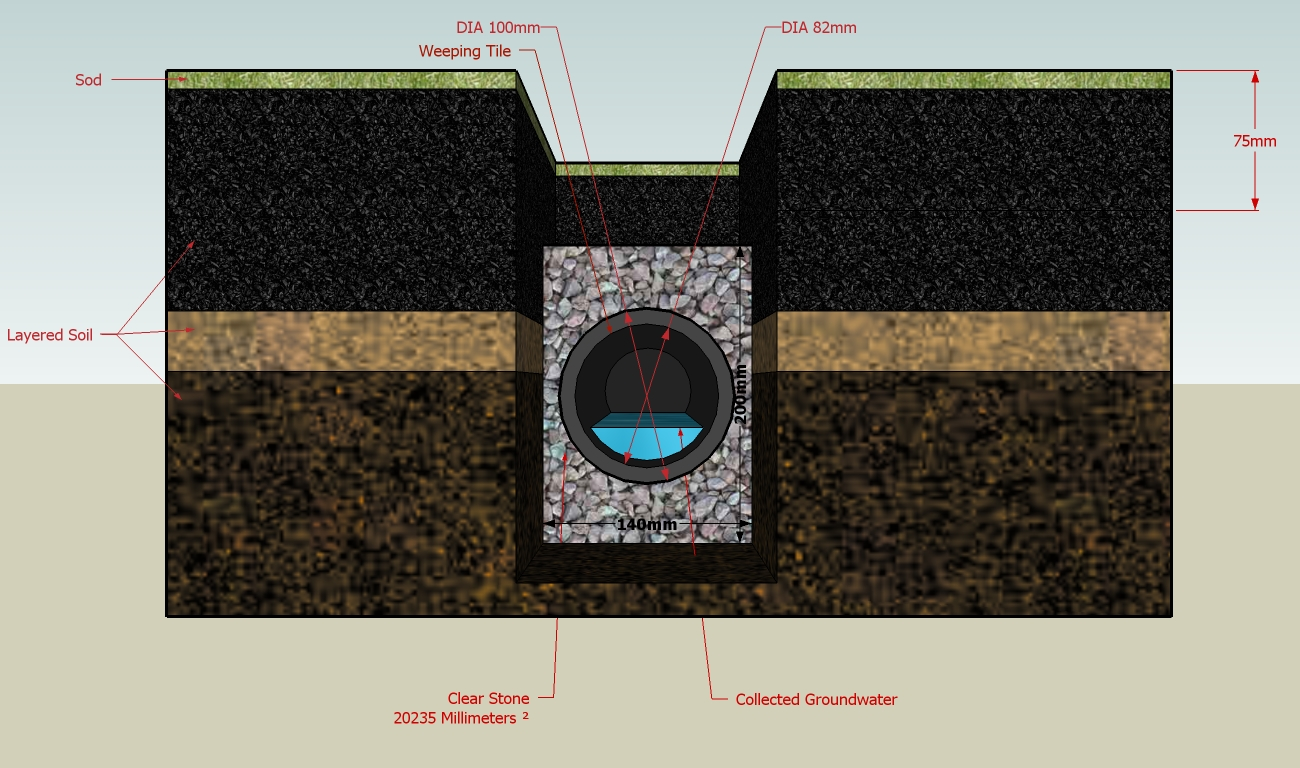
نموداری از یک زهکش سنتی فرانسوی

زهکش فرانسوی (که با نام‌های دیگری از جمله زهکش ترانشه، زهکش کور، زهکش قلوه سنگ، و زهکش سنگی نیز شناخته می‌شود) ترانشه ای پر از شن یا سنگ یا هر دو، با یا بدون لوله سوراخ دار است که آب‌های سطحی و زیرزمینی را از یک منطقه دور می‌کند. لوله سوراخ‌دار، کاشی مجرا (که کاشی زهکش یا کاشی پیرامونی نیز نامیده می‌شود) نامیده می‌شود. وقتی لوله تخلیه می‌شود، «آب از آن خارج می‌شود» یا مایعات از آن تراوش می‌کند. این نام در دوره‌ای گرفته شده است که لوله‌های تخلیه از کاشی‌های سفالی ساخته می‌شدند.
زهکش‌های فرانسوی در درجه اول برای جلوگیری از نفوذ یا آسیب رساندن آب‌های زیرزمینی و سطحی به پی ساختمان‌ها و به عنوان جایگزینی برای جوی‌های روباز یا فاضلاب‌های سطحی برای خیابان‌ها و بزرگراه‌ها استفاده می‌شوند. از طرف دیگر، می‌توان از زهکش‌های فرانسوی برای توزیع آب استفاده کرد، مانند یک میدان تخلیه سپتیک در خروجی یک سیستم تصفیه فاضلاب سپتیک تانک معمولی. زهکش‌های فرانسوی همچنین در پشت دیوارهای حائل برای کاهش فشار آب‌های زیرزمینی استفاده می‌شوند.

## تاریخچه
اولین اشکال زهکش‌های فرانسوی، جوی‌های ساده‌ای بودند که از یک منطقه مرتفع به یک منطقه پست‌تر شیب‌دار شده و با شن پر می‌شدند. این‌ها ممکن است در فرانسه اختراع شده باشند، اما هنری فلگ فرنچ (۱۸۱۳–۱۸۸۵) اهل کنکورد، ماساچوست، وکیل و معاون وزیر خزانه‌داری ایالات متحده، آن‌ها را توصیف و رایج کرد در کتاب زهکشی مزرعه (۱۸۵۹). زهکش‌های خود شرکت فرنچ از بخش‌هایی از کاشی سقف معمولی ساخته شده بودند که با … کار گذاشته شده بودند.۱⁄۸ اینچ (۰٫۳۲ سانتیمتر) فاصله بین بخش‌ها برای عبور آب. بعدها، کاشی‌های مخصوص زهکشی با سوراخ‌هایی طراحی شدند. برای جلوگیری از گرفتگی، اندازه شن از درشت در مرکز تا ریز در بیرون متغیر بود و بسته به دانه‌بندی خاک اطراف انتخاب می‌شد. اندازه ذرات برای جلوگیری از شسته شدن خاک اطراف به داخل منافذ، یعنی فضاهای خالی بین ذرات شن و در نتیجه گرفتگی زهکش، بسیار مهم بود. توسعه بعدی ژئوتکستایل‌ها این تکنیک را تا حد زیادی ساده کرد.
سیستم‌های زهکشی زیرزمینی قرن‌هاست که مورد استفاده قرار می‌گیرند. آنها اشکال زیادی دارند که از نظر طراحی و عملکرد مشابه زهکش سنتی فرانسوی هستند.

## ساختار

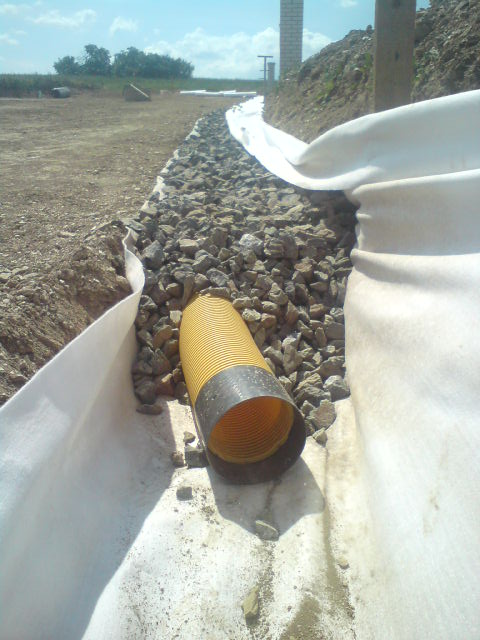
زهکش بزرگراه فرانسوی در دست ساخت است

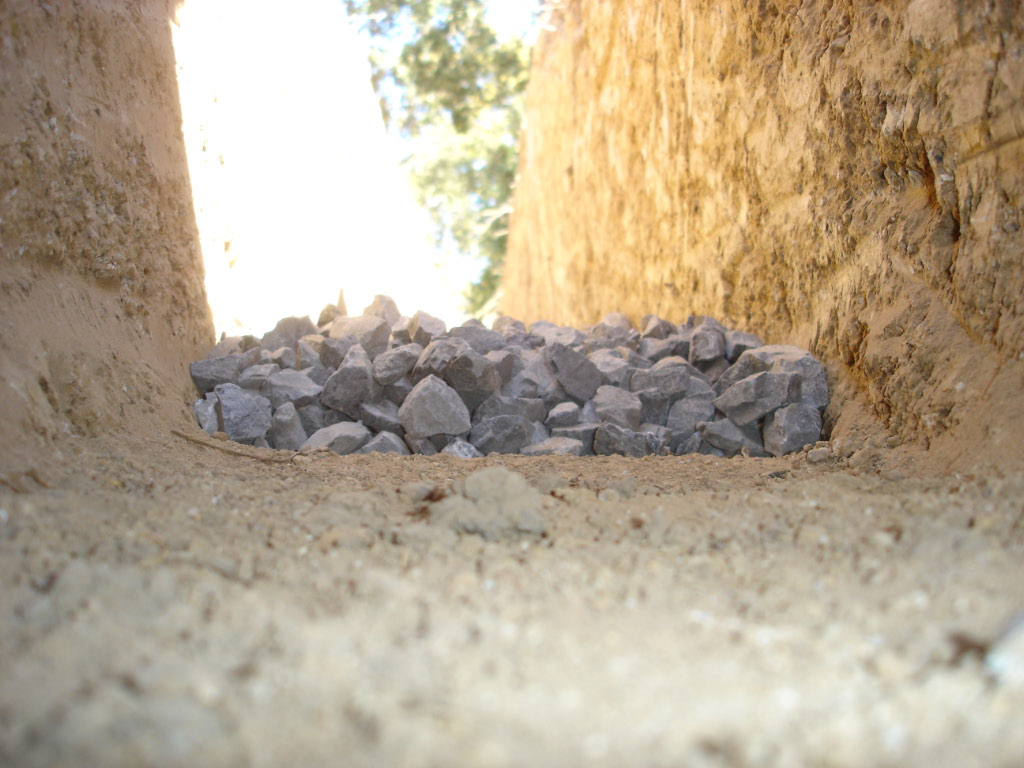
پایه سنگی درشت شسته شده در جای خود قرار دارد

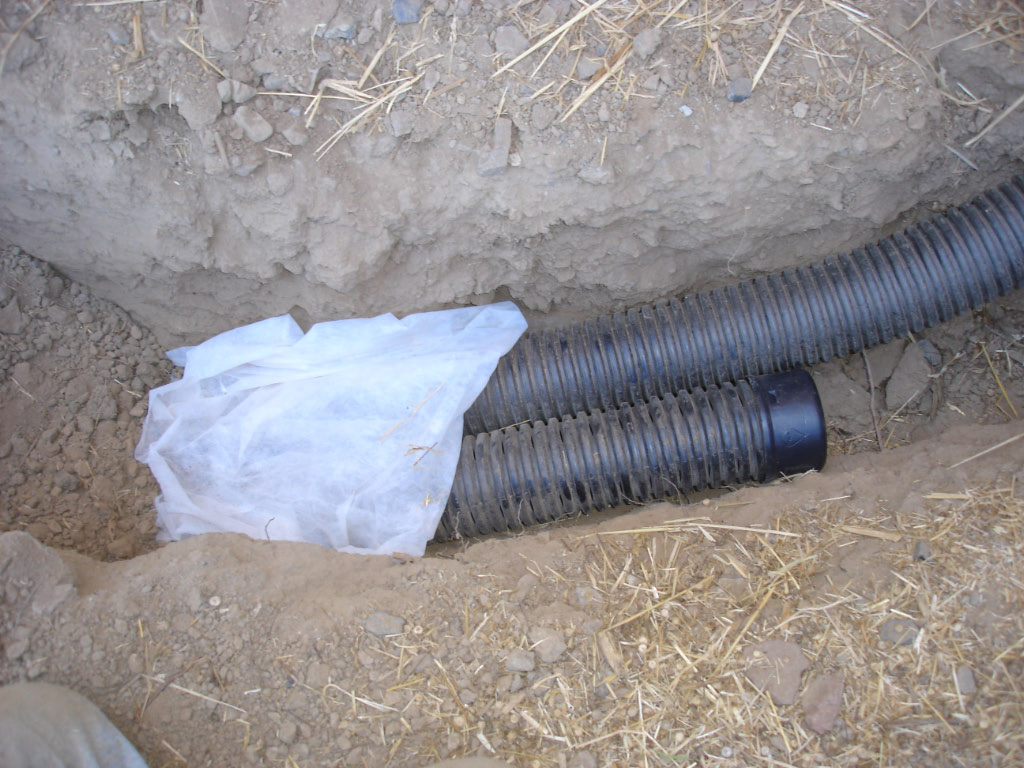
پارچه فیلتر روی لوله

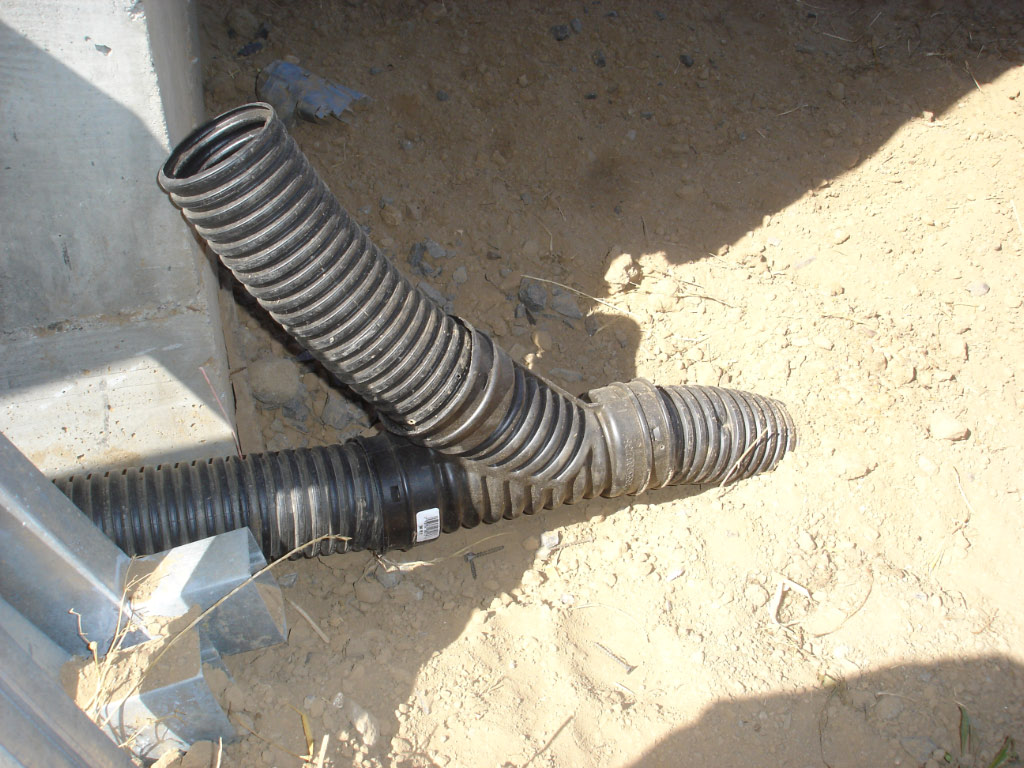
یک وای که یک لوله موجدار سوراخ‌دار و یک لوله توپر را به یک خروجی توپر مدفون متصل می‌کند

خندق‌ها به صورت دستی یا توسط ترانشه‌کن حفر می‌شوند. انحراف ۱ در ۱۰۰ تا ۱ در ۲۰۰ معمول است. پوشاندن کف جوی با لوله‌های سفالی یا پلاستیکی، حجم آبی را که می‌تواند از طریق زهکش جریان یابد، افزایش می‌دهد. سیستم‌های زهکشی مدرن فرانسوی از لوله‌های سوراخ‌دار، به عنوان مثال کاشی‌های مجوف احاطه شده با شن یا ماسه، و ژئوتکستایل یا پارچه‌های محوطه‌سازی ساخته شده‌اند. منسوجات محوطه‌سازی از جابجایی مواد زهکشی جلوگیری می‌کنند و از ورود خاک و ریشه‌ها و گرفتگی لوله جلوگیری می‌کنند. لوله سوراخ‌دار حجم زیرزمینی کمی برای ذخیره آب فراهم می‌کند، اما هدف اصلی آن زهکشی منطقه در امتداد کل طول لوله از طریق سوراخ‌های آن و تخلیه هرگونه آب اضافی در انتهای آن است. جهت نفوذ به شرایط نسبی درون و بیرون لوله بستگی دارد.

## سایر کاربردها
زهکش‌های فرانسوی را می‌توان در مزارع کشاورزان برای زهکشی کاشی‌کاری مزارع غرقاب استفاده کرد. چنین زمینه‌هایی را «کاشی‌کاری‌شده» می‌نامند. کاشی‌های مجعد را می‌توان در هر جایی که خاک نیاز به زهکشی دارد، استفاده کرد.

## قانونگذاری
در ایالات متحده، شهرداری‌ها ممکن است برای ساخت سیستم‌های زهکشی نیاز به مجوز داشته باشند، زیرا طبق قانون فدرال، آب ارسالی به زهکش‌های طوفان باید عاری از آلاینده‌های خاص و رسوبات باشد.